# João Ferrador
João Ferrador (14 de Dezembro de 1967) é um actor e encenador português
Iniciou a sua formação na Escola Superior de Teatro e Cinema, tendo sido complementada por um curso sobre o método teatral de Stanislavsky, um estágio internacional em Atenas e vários workshops de voz, produção, cenografia e mais recentemente o workshop "O actor dos teatros", dirigido por Aderbal Freire Filho no Teatro Nacional D. Maria II. Tem a frequência do segundo ano do curso de Medicina Veterinária na Faculdade de Medicina Veterinária de Lisboa e a Licenciatura em Estudos Artísticos/Artes do espectáculo na Faculdade de Letras da Universidade de Lisboa.
No campo profissional tem trabalhado com vários encenadores, entre os quais se destacam Jean Marie Villègier, João Lourenço, Carlos Avilez, Madalena Vitorino, Graça Lobo, Santos Manuel, Jorge Listopad, Nazaré Martins, Rui Luís Brás e Aderbal Freire Filho e Silvina Pereira. Encenou A Promessa (peça teatral) e Anjos Marginais de Bernardo Santareno, A Mulher do Campo de William Wycherley, Henriqueta Emília da Conceição de Mário Cláudio, Refuga de Abi Morgan, Fronteira fechada de Alves Redol, As criadas, que não são do Genet! a partir de A fala da criada dos Noailles... de Jorge Silva Melo, Portugal, de Almada Negreiros, Os suicidas de Lola Árias, Excertos de Marivaux, Transições e Marias de outrora, colagem de textos.
Destaca-se a sua participação nas séries de televisão Super pai (TVI) e Espírito da Lei (SIC) e nas telenovelas A Banqueira do Povo (RTP), Olhos de Água, Nunca Digas Adeus, Amanhecer, Mundo Meu, Morangos com Açúcar IV, Deixa-me Amar, Fascínios, A Outra, e em dois telefilmes de "Casos da Vida Começar de novo e Lua mentirosa produção NBP/ TVI. Em 2009 Elenco adicional de Um lugar para viver, produção Plano 6/ RTP1, Elenco adicional da novela Meu amor,e da Série Ele é ela e da novela  Flor do mar, produção Plural/TVI. Em 2010 elenco adicional das novelas Sedução e Mar de paixão, Plural/TVI.Em 2011 Elenco adicional da novela Rosa fogo, SIC/SPtelevisão, Telefilme Vidas desenrascadas TVI/Plural,3ª série Pai à força RTP/SPtelevisão, novela Laços de sangue, série A família Mata, SIC/SPtelevisão e da mini série Redenção, TVI/Plural, 2012 Série Depois do adeus, RTP/SPTelevisão. Em 2013 Sol de inverno, SIC/SPTelevisão e Conta-me História, RTP/Eyeworks. 2014 – Água de mar, RTP/Coral, 2015 Coração D`ouro e Poderosas, SIC/SPTelevisão e em 2016 Série Aqui tão longe, RTP/SPTelevisão. 
Em 2002 funda a companhia de teatro Pequeno Palco de Lisboa. É professor de expressão dramática e Coordenador/Encenador no grupo de teatro dos funcionários da Universidade de Lisboa/GTFUL desde 2013,e nas Oficinas de teatro da Penha de França desde 2002.